# Ocean Way Recording
L'Ocean Way Recording est une chaîne de studios d'enregistrement, dont le premier a ouvert en 1985 et se situe sur Sunset Boulevard, à Hollywood. Les trois autres se situent à Sherman Oaks, un autre quartier de Los Angeles, à Nashville dans le Tennessee et à St Barthélemy, dans les Antilles françaises. De nombreux albums récompensés y ont été enregistrés.